# 종단속도
종단속도(終端速度)는 유체역학에서 물체의 속도가 외부의 다른 힘(공기나 물 또는 물체가 움직일 때 통과하는 다른 액체) 때문에 일정하다면 그 물체가 일정한 속도로 이동하는 것을 말한다. 일반적으로 밀도가 작은 물체 즉, 무게에 비해 부피가 커서 공기저항이 큰 깃털은 종단속도가 느리고, 부피에 비해 무거운 쇠구슬은 종단속도가 빠르다는 것으로 설명된다.

## 자유낙하 하는 물체
아래방향의 중력(mg)과 위방향의 힘(drag force, Fd)이 같을 때, 자유낙하 하는 물체는 종단속도를 갖게 된다. 이것은 물체의 알짜힘이 0이 되는, 즉 결과적으로 가속도가 0이 되게 작용한다. 물체가 가속함에 따라서(대개 중력때문에 아래방향) 물체에 작용하고 가속도를 감소시키는 항력(drag force)은 증가한다. 특정한 속도에서, 항력(drag force)은 물체의 무게(mg)와 같게 산출된다. 이 특정한 순간에, 물체는 가속에 대한 모든것을 멈추고 종단속도라고 불리는 일정한 속도로 떨어지게 된다.
종단속도는 무게에 따른 항력(drag force)의 비율을 비례적으로 바꾼다. 증가된 무게는 더 큰 종단속도를 의미하는 반면에 더 많은 항력(drag force)은 적은 종단속도를 의미한다. 종단속도보다 큰 속도를 가지고 아래방향으로 운동하는 물체(예를 들면 아래방향의 힘에 의해 영향을 받거나, 대기의 얇은 부분으로부터 떨어지거나, 모양이 바뀌는)는 그것이 종단속도에 도달할 때까지 느려진다. 수학적으로 시간에대한 속도함수에서 시간을 무한대로 보냈을때의 값을 의미한다.

## 종단속도 계산
종단 속도는 다음과 같은 과정을 통해 구할 수 있다.
물체가 자유낙하할 때의 공기 저항력은 {\displaystyle F=kv} 라는 것이 알려져 있다. 물체의 질량을 {\displaystyle m}이라 하고, 중력가속도를 {\displaystyle g}라고 할 때 물체는 아랫 방향으로 {\displaystyle mg}의 힘을 받고, 윗 방향으로 {\displaystyle kv}의 힘을 받으므로 물체가 받는 합력 {\displaystyle F}는 다음과 같이 나타내어 진다.
{\displaystyle F=ma=mg-kv,a=g-(kv)/m}
가속도 {\displaystyle a}는 {\displaystyle dv/dt} 이므로
{\displaystyle dv/dt=(-k/m){v-(mg)/k}=(-k/m)(v-v_{f})}